# 聯合世界書院

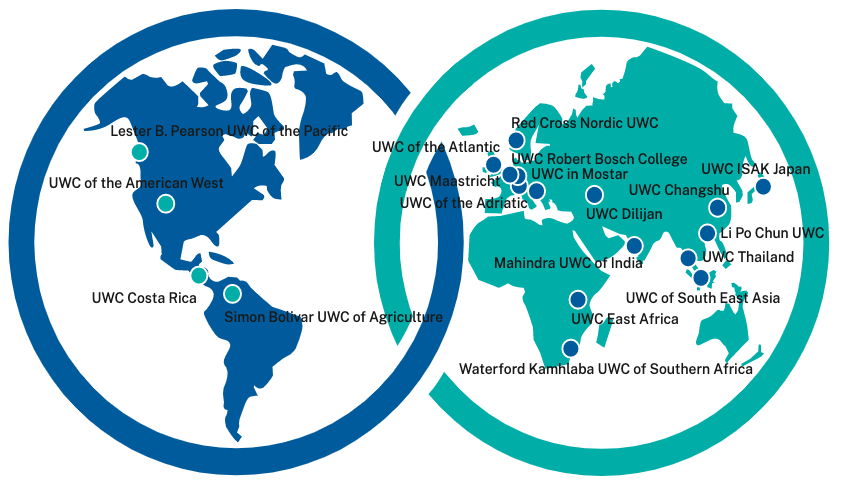
聯合世界書院校址分布图

聯合世界書院（United World Colleges，簡稱UWC）是一個國際學校組織，目前在世界各地設有18間分校，提供兩年制國際文憑大學預科課程。每間聯合世界書院約接收200-300名來自世界各地約90個國家的學生就讀。

## 歷史
德國教育家庫爾特·哈恩（Kurt Hahn）在德國及蘇格蘭分別成立了萨勒姆王宫中学及高登斯頓學校，並開發了外展運動。於1962年在威爾斯創立「大西洋聯合世界書院」——首間聯合世界書院。
總部位於英國倫敦，現任聯合世界書院會長是於1995年上任的约旦的努爾王后（HM Queen Noor of Jordan），而曼德拉則擔任榮譽會長，兩位前任會長分別是蒙巴顿伯爵（1967-78）及查理斯王子（1978-95）。

## 校址

### 仍運作的分校
1. 英国威尔士大西洋書院（1962年成立）
2. 新加坡東南亞聯合世界書院（1971年成立）
3. 加拿大卑詩省太平洋皮爾森聯合世界書院（英语：Pearson College UWC）（1974年成立）
4. 卡姆拉巴聯合世界書院（英语：Waterford Kamhlaba United World College of Southern Africa）（1963年成立，1981年加入）
5. 美国新墨西哥美國西部哈瑪爾聯合世界書院（英语：Armand Hammer United World College of the American West）（1982年成立）
6. 義大利亞得里亞海聯合世界書院（1982年成立）
7. 香港李宝椿聯合世界书院（1992年成立）
8. 挪威北歐紅十字會聯合世界書院（英语：Red Cross Nordic United World College）（1995年成立）
9. 印度马轩德拉联合世界书院（英语：Mahindra United World College of India）（1997年成立）
10. 聯合世界書院（英语：United World College of Costa Rica）（2006年成立）
11. 莫斯塔爾聯合世界書院（英语：United World College in Mostar）（2006年成立）
12. 荷蘭马斯特里赫特世界联合书院（英语：United World College Maastricht）（1984年成立，2009年加入）
13. 德国弗莱堡罗伯特波斯迟世界联合书院（英语：Robert Bosch United World College）（2014年成立）
14. 亞美尼亞迪利然世界联合书院（英语：UWC Dilijan）（2014年成立）
15. 中国江苏常熟世界联合书院（德语：United World College Changshu China）（2015年成立）
16. 泰國普吉岛泰国世界联合书院（2009年成立，2016年加入）
17. 日本轻井泽世界联合书院（英语：UWC ISAK Japan）（2014年成立）
18. 坦桑尼亚阿鲁沙东非世界联合书院（英语：United World College East Africa）（1969年成立，2019年加入）

### 已關閉的分校
- 委內瑞拉玻利伐農業聯合世界書院（英语：Simón Bolívar United World College of Agriculture）（1986年成立，1988年加入，2012年关闭）

## 外部連結
- UWC官方網站 （页面存档备份，存于）